# Liste der Baudenkmale in Randowtal
In der Liste der Baudenkmale in Randowtal sind alle Baudenkmale der brandenburgischen Gemeinde Randowtal und ihrer Ortsteile aufgelistet. Grundlage ist die Veröffentlichung der Landesdenkmalliste mit dem Stand vom 31. Dezember 2020.

## Baudenkmale in den Ortsteilen
In den Spalten befinden sich folgende Informationen:
- ID-Nr.: Die Nummer wird vom Brandenburgischen Landesamt für Denkmalpflege vergeben. Ein Link hinter der Nummer führt zum Eintrag über das Denkmal in der Denkmaldatenbank. In dieser Spalte kann sich zusätzlich das Wort Wikidata befinden, der entsprechende Link führt zu Angaben zu diesem Denkmal bei Wikidata.
- Lage: die Adresse des Denkmales und die geographischen Koordinaten. Link zu einem Kartenansichtstool, um Koordinaten zu setzen. In der Kartenansicht sind Denkmale ohne Koordinaten mit einem roten beziehungsweise orangen Marker dargestellt und können in der Karte gesetzt werden. Denkmale ohne Bild sind mit einem blauen bzw. roten Marker gekennzeichnet, Denkmale mit Bild mit einem grünen beziehungsweise orangen Marker.
- Bezeichnung: Bezeichnung in den offiziellen Listen des Brandenburgischen Landesamtes für Denkmalpflege. Ein Link hinter der Bezeichnung führt zum Wikipedia-Artikel über das Denkmal.
- Beschreibung: die Beschreibung des Denkmales
- Bild: ein Bild des Denkmales und gegebenenfalls einen Link zu weiteren Fotos des Baudenkmals im Medienarchiv Wikimedia Commons

### Eickstedt
| ID-Nr.            | Lage                    | Bezeichnung                                                             | Beschreibung | Bild                                                                    |
| ----------------- | ----------------------- | ----------------------------------------------------------------------- | --- | ----------------------------------------------------------------------- |
| 09130036 Wikidata | Eickstedt 38 (Lage)     | Kirche                                                                  | Die evangelische Kirche wurde in der zweiten Hälfte des 13. Jahrhunderts erbaut. Der Turm wurde im Dreißigjährigen Krieg zerstört und ist seitdem eine Ruine. Im Inneren befindet sich ein Altaraufsatz aus dem Jahre 1591. | weitere Bilder                                                          |
| 09130037          | Eickstedt 40, 43 (Lage) | Gutsanlage, bestehend aus Gutshaus, Kelleranlage und Wirtschaftsgebäude | Das ehemalige Gutshaus wurde in der zweiten Hälfte des 18. Jahrhunderts erbaut. Es ist ein zweigeschossiges Haus mit Mansarddach.                                                                                           | Gutsanlage, bestehend aus Gutshaus, Kelleranlage und Wirtschaftsgebäude |

### Grenz
| ID-Nr.            | Lage   | Bezeichnung | Beschreibung | Bild           |
| ----------------- | ------ | ----------- | --- | -------------- |
| 09130209 Wikidata | (Lage) | Kirche      | Die evangelische Kirche wurde wahrscheinlich Ende des 17. Jahrhunderts erbaut. Der Turm wurde 1788 hinzugefügt. Im Innenraum befindet sich ein Kanzelaltar aus der Zeit um 1750. | weitere Bilder |

### Schmölln
| ID-Nr.   | Lage                          | Bezeichnung                                                                      | Beschreibung | Bild                                                            |
| -------- | ----------------------------- | -------------------------------------------------------------------------------- | --- | --------------------------------------------------------------- |
| 09130159 | (Lage)                        | Burgruine, Reste der Umfassungswände eines Feldsteingebäudes, auf dem Räuberberg | Die Burg wurde wahrscheinlich im 13. Jahrhundert erbaut. | BW                                                              |
| 09131228 | (Lage)                        | Bogenbrücke über den Mühlenbach zwischen Schmölln und Eickstedt                  | | Bogenbrücke über den Mühlenbach zwischen Schmölln und Eickstedt |
| 09130158 | Schmölln Dorfstraße 40 (Lage) | Kirche                                                                           | Die evangelische Kirche mit Turm wurde in der zweiten Hälfte des 13. Jahrhunderts erbaut, der Turmaufsatz kam Mitte des 18. Jahrhunderts hinzu. Die Kanzel stammt aus dem Jahre 1604. | weitere Bilder                                                  |
| 09131236 | Schmölln Dorfstraße 42 (Lage) | Domänenpächterhaus (Zentralschule)                                               | | Domänenpächterhaus (Zentralschule)                              |

### Schwaneberg
| ID-Nr.   | Lage              | Bezeichnung | Beschreibung | Bild     |
| -------- | ----------------- | ----------- | --- | -------- |
| 09130160 | Dorfstraße (Lage) | Kirche      | Die evangelische Kirche wurde in der zweiten Hälfte des 13. Jahrhunderts erbaut. Die Vorhalle stammt aus dem 16. Jahrhundert, der Turm wurde im 18. Jahrhundert erbaut. Im Inneren ein Taufengel aus dem 18. Jahrhundert, die Kanzel stammt aus dem Jahr 1719. | Kirche   |
| 09130809 | Dorfstraße (Lage) | Gutshaus    | Das ehemalige Gutshaus wurde in der zweiten Hälfte des 18. Jahrhunderts erbaut. Es ist ein zweigeschossiges Haus mit Mansarddach und Dachgauben. | Gutshaus |

### Wollin
| ID-Nr.            | Lage             | Bezeichnung                    | Beschreibung | Bild           |
| ----------------- | ---------------- | ------------------------------ | --- | -------------- |
| 09130891          | Wollin 22 (Lage) | Wohnhaus                       | | Wohnhaus       |
| 09130038 Wikidata | Wollin 53 (Lage) | Kirche und Kirchhofeinfriedung | Die evangelische Kirche wurde in der zweiten Hälfte des 13. Jahrhunderts erbaut, der Turm wurde Anfang des 18. Jahrhunderts hinzugefügt. Im Inneren befindet sich eine Kreuzigungsgruppe aus dem 18. Jahrhundert und eine Kanzel aus dem Jahr 1710. | weitere Bilder |

### Ziemkendorf
| ID-Nr.   | Lage   | Bezeichnung | Beschreibung | Bild           |
| -------- | ------ | ----------- | --- | -------------- |
| 09130208 | (Lage) | Kirche      | Die evangelische Kirche stammt aus der zweiten Hälfte des 13. Jahrhunderts. Im Innenraum befindet sich eine Kanzel aus dem Jahre 1710. | weitere Bilder |